# New Relic
New Relic は、ソフトウェア・アナリティクスを業とする米国企業。カリフォルニア州サンフランシスコが拠点。現在の CEO、ルー・サーニー が 2008 年に創業した。New Relic のサービスは、ウェブアプリケーションやモバイルアプリケーションのリアルタイム監視であり、クラウド、オンプレミス、あるいはそのハイブリッド環境で稼働させることができる。提供形態はSoftware as a Service (SaaS) モデルである。「New Relic」という名前は、創業者ルー・サーニー (Lew Cirne) のアナグラムである。
2013年2月にNew Relicの評価は8,000万ドル上がり、7億5,000万ドルとなった。この資金調達によりNew Relicはそのソフトウェア・アナリティクスのプラットフォームを拡大し、AndroidやiOSのネイティブモバイルアプリにも対応させた。2014年4月、さらに1億ドル増資。同年12月に株式公開している。
New Relicは2013 年6月にSaaSプラットフォームを公開した。このプラットフォームは、技術パートナー（あるいは独自開発のもの）から New Relic ダッシュボードへ、50を超えるプラグインを開発者がデプロイできるように設計されている。プラグインには、PaaS・クラウドサービスやキャッシュ、データベース、ウェブサービス、キューイングなどがある。
New Relicのサービスは全世界に70のパートナーシップを持っている。そこにはIBM Bluemix、Amazon Web Services、CloudBees、Engine Yard、Heroku、Joyent、Rackspace Hosting、Microsoft Azure、Appcelerator、Parse、StackMobなどが含まれる。